# Здание Общества потребителей Путиловского завода (6-е отделение)
Здание Общества потребителей Путиловского завода (6-е отделение) — памятник градостроительства и архитектуры, выявленный объект культурного наследия России, расположенный по адресу Санкт-Петербург, пр. Стачек, д. 39, лит. А. Двухэтажное каменное здание было построено в 1911 г., ранее было деревянное, построенное в декабрь 1898 г., решение о перестройке было принято в 1905 г.

## История
Общество потребителей Путиловского завода было основано в 1880 г. 

В 1898 г. Общество принимает решение об открытии 6-го отделения. 

Торжественное открытие лавки состоялось 22 декабря 1898 года.
Двухэтажное каменное здание было построено в 1911 г., ранее на было деревянное, построенное в декабрь 1898 г., решение о перестройке было принято в 1905 г. 

Петергофская дорога, ныне пр. Стачек, сформировалась в ХVIII в. Территория, на которой находится здание, входила в состав Екатерингофского имения — резиденции Екатерины I супруги Петра I, основанной в 1711 г. 

Пётр III в 1762 г. издал распоряжение о раздаче «порожних земель», которые ранее входили в царские екатерингофские владения. Территории Екатерингофа раскинулись от реки Фонтанки до реки Красненькой, от Финского залива до Царскосельской дороги нынешнего Московского пр. (Царскосельская дорога (от р. Фонтанки до Средней Рогатки) (до 1800-х)). 

На 1897 г. Общество потребителей Путиловского завода имело главную лавку (на Путиловском заводе), пять отделений, булочную и бараночную пекарни, хлебопекарную печь во 2-м отделении, квасоварню, столовую (на 800 чел.), лесной/дровяной двор.
Старое деревянное здание было построено в 1898 г. 

Решение о перестройке здания из деревянного в каменное было принято в 1905 г. 

Двухэтажное каменное здание, П-образное в плане, с дворовой территорией, сохранившееся до наших дней, было построено в 1911 г. 

Общество потребителей Путиловского завода создавалось для «обеспечения рабочих и служащих качественными продовольственными товарами и предметами домашнего обихода по низким ценам»/«доставить рабочим и служащим завода жизненные припасы, а также предметы домашнего обихода хороших качеств и по возможно низкой цене» (в разных источниках), оказывало социальные услуги рабочим, заботилось о наименее благополучных товарищах, также все пайщики Общество имели право на покупку товаров в кредит. 

Первый этаж занимали продуктовые лавки (чайная, бакалейная, колбасная, мясная и др.), второй этаж — магазины одежды, обуви, галантереи, посуды. Окна первого этажа имели маркизы для тентов, открывались наружу, что давало возможность загрузки товаров с улицы, а также торговли. На некоторых рамах до сих пор сохранились маркизы, защёлки, замочные скважины, ручки. 

Участок активно застраивался. 

В 1912 г. началось строительство макаронной фабрики, которая заработала уже в 1913 г. 

В 1913 г. закладка центральной механической хлебопекарни. 

Функция здания сохранилась и после Революций 1917 г. 

В Советское время здесь располагались: магазин № 6 Кировского Райпищеторга, Хлебозавод «Красная заря» (Управления хлебопекарной промышленности ЛГИК), Магазин промышленных товаров, Магазин «Ткани» . 

На фотографии начала 20-го века на углу дома расположен термометр, на стене дома за ним виден знак «Серп и молот». 

На фотографии Фотография 1941 г. первый этаж укрыт досками. Плакат на южной стене. «ОПАСНО». 

Приказом КГИОП от 20.02.2001 № 15 здание, расположенное по современному адресу Санкт-Петербург, пр. Стачек, д. 39, лит. А признано выявленным объектом культурного наследия «Здание общества потребителей Путиловского завода». 

Современный адрес Санкт-Петербург, пр. Стачек, д. 39, лит. А, ранее название улицы и нумерация домов менялась несколько раз. Начальный адрес: Петергофское шоссе, д. 53. 

Здание занимает угловой участок, ограниченный пр. Стачек и Новоовсянниковской ул.. 

Ранее, участок, где сейчас расположено здание, был частью имения Красная мыза, принадлежавшего А. А. Нарышкину. 

В 1990-х гг. вплотную к зданию, на примыкающем участке был пристроен четырёхэтажный магазин с дополнительным мансардным этажём по продаже хлеба и продовольственных товаров. 

В 2001 г. здание было включена в «Список вновь выявленных объектов, представляющих историческую, научную, художественную или иную культурную ценность» (КГИОП).

### Описание здания
П-образное в плане здание с дворовой территорией. Стиль: «модерн». 

Лицевой корпус двухэтажный, дворовые — двух- и трёхэтажные. 

Капитальные стены здания — кирпичные. 

Облицовка лицевой части главного корпуса — штукатурка, первого этажа между окнами, входом — керамическая плитка коричневой поливы — облицовочный кирпич «Кабанчик», цоколя — известняк.
Лицевой фасад разделён на пять частей плоскими пилястрами. 

В центральной части второго этажа между большим окном и двумя малыми два элемента декора флагодержатели. 

Фасад второго этажа здания оштукатурен «под шубу». 

Пилястры, оконные перемычки и фриз имеют гладкую штукатурку. 

Стены украшены и другими элементами декора/металлодекора: 
- Стенники (два), материал — металл, техника исполнения — ковка, рисунок растительного характера».
- Флагодержатели — количество (два), материал — металл, техника исполнения — ковка, рисунок растительного характера.
- и др.

Окна первого этажа: деревянная рама, металлическая рама для маркизы, окна открывались наружу, что давало возможность загрузки товаров с улицы. На некоторых рамах сохранились защёлки, замочные скважины, ручки. 

Крыша скатная металлическая с тремя фигурными щипцами. Оголовки печных труб и вентиляционных каналов покрыты металлическими колпаками, трубы кирпичные, оштукатуренные, одно слуховое окно. 

На здании имеется гладкий фриз, венчающий профилированный карниз с дентикулами. 

Исторический вход с гранитным крыльцом с двумя ступенями. Исторические двери утрачены, нижняя ступень находится ниже уровня тротуара. Из-за особенностей старых технологий укладки асфальта, верхний слой не срезался, а новый укладывался поверх, что привело к поднятию уровня на значительную высоту, и ступени, цоколи, полуподвальные окна,... многих зданий оказались скрыты. 

Фасад со стороны Новоовсянниковской ул. двухэтажный, с гладкой штукатуркой.
Также имеются пилястры и фигурные щипцы. 

Имеются два входа и одно загрузочное окно. (один на лестницу, второй «через окно» в торговое помещение) 

Дворовые фасады с гладкой штукатуркой, слой которой деструктирован, местами утрачен до кирпичной кладки. 

В здании присутствуют три лестницы. Центральная двухмаршевая со стороны пр. Стачек доступна всем и две в боковых флигелях для служебных нужд. 

На чердачном этаже обозначена «мастерская». 

На плане второго этажа правого корпуса с задней стороны обозначен «балкон». 

Также сохранилась чертежи с планом подвальных помещений. 

На плане 1 этажа (по состоянию на 1936 г.) обозначен «Ледник», с пометкой «снесли». 

Судя по фотографиям 1938 г., в боковых окнах первого этажа со стороны ул. Стачек (старый адрес) располагались входы в торговые помещения, аналогично, сохранившемуся входу со стороны Новоовсянниковской ул. Расстекловка была другой.
Более подробное описание можно найти в «Акте по результатам государственной историко-культурной экспертизы выявленного объекта культурного наследия «Здание общества потребителей Путиловского завода» по адресу: Санкт-Петербург, пр. Стачек, д. 39, лит. А с целью обоснования включения объекта культурного наследия в Единый государственный реестр объектов культурного наследия (памятников истории и культуры) народов Российской Федерации». 

По состоянию на 2024 год. Исторические входные двери парадного входа утрачены, внутренние двери и часть оконных рам утрачены и заменены пластиковыми, состояние штукатурки плачевное, местами утрачена до кирпичной кладки, состояние элементов декора удовлетворительное, но есть утраты, историческая расстекловка части окон утрачена, внутренние помещения имеют современную отделку, не соответствующую исторической.

## Галереи

### Современный вид

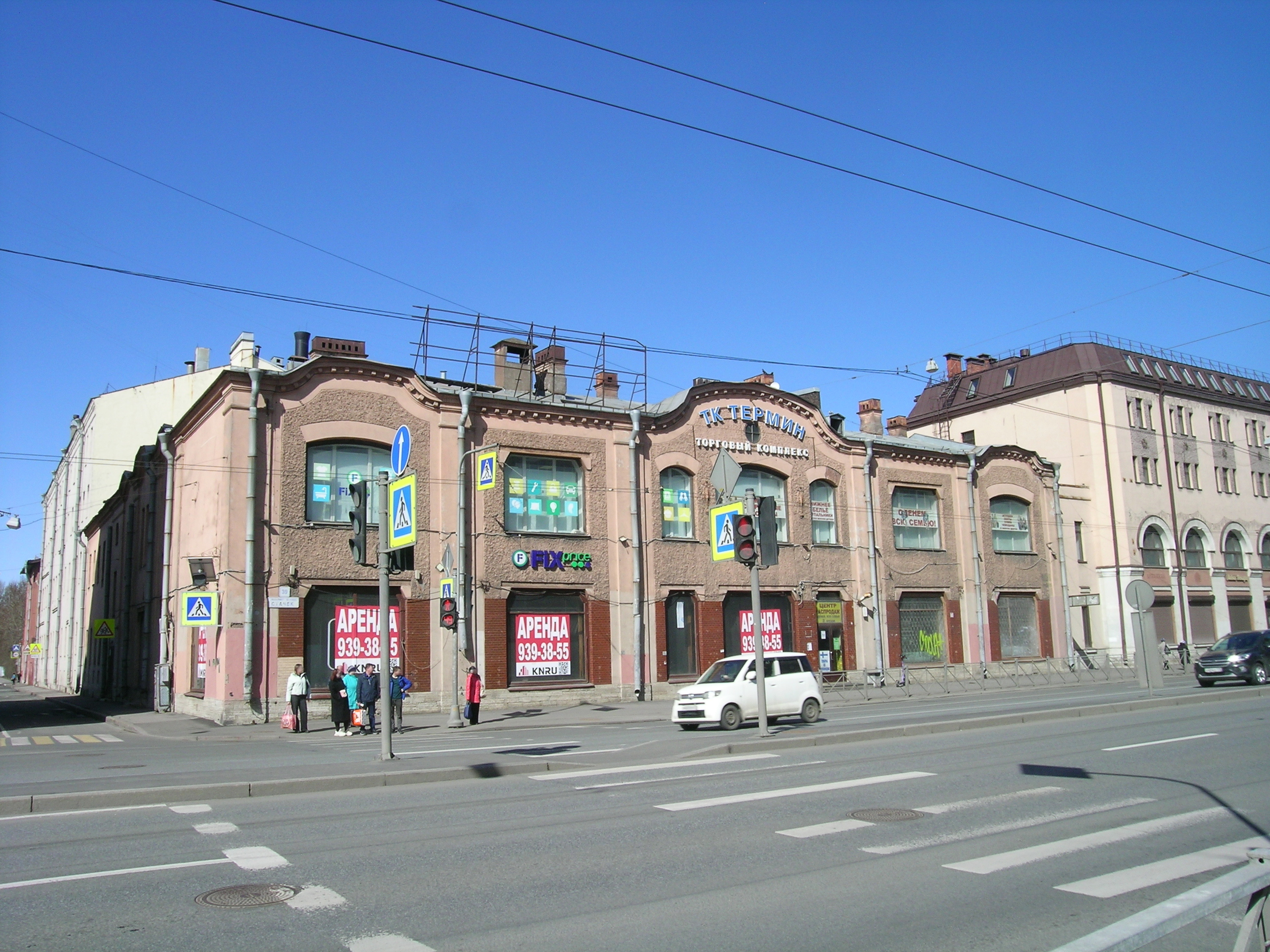
со стороны пр. Стачек
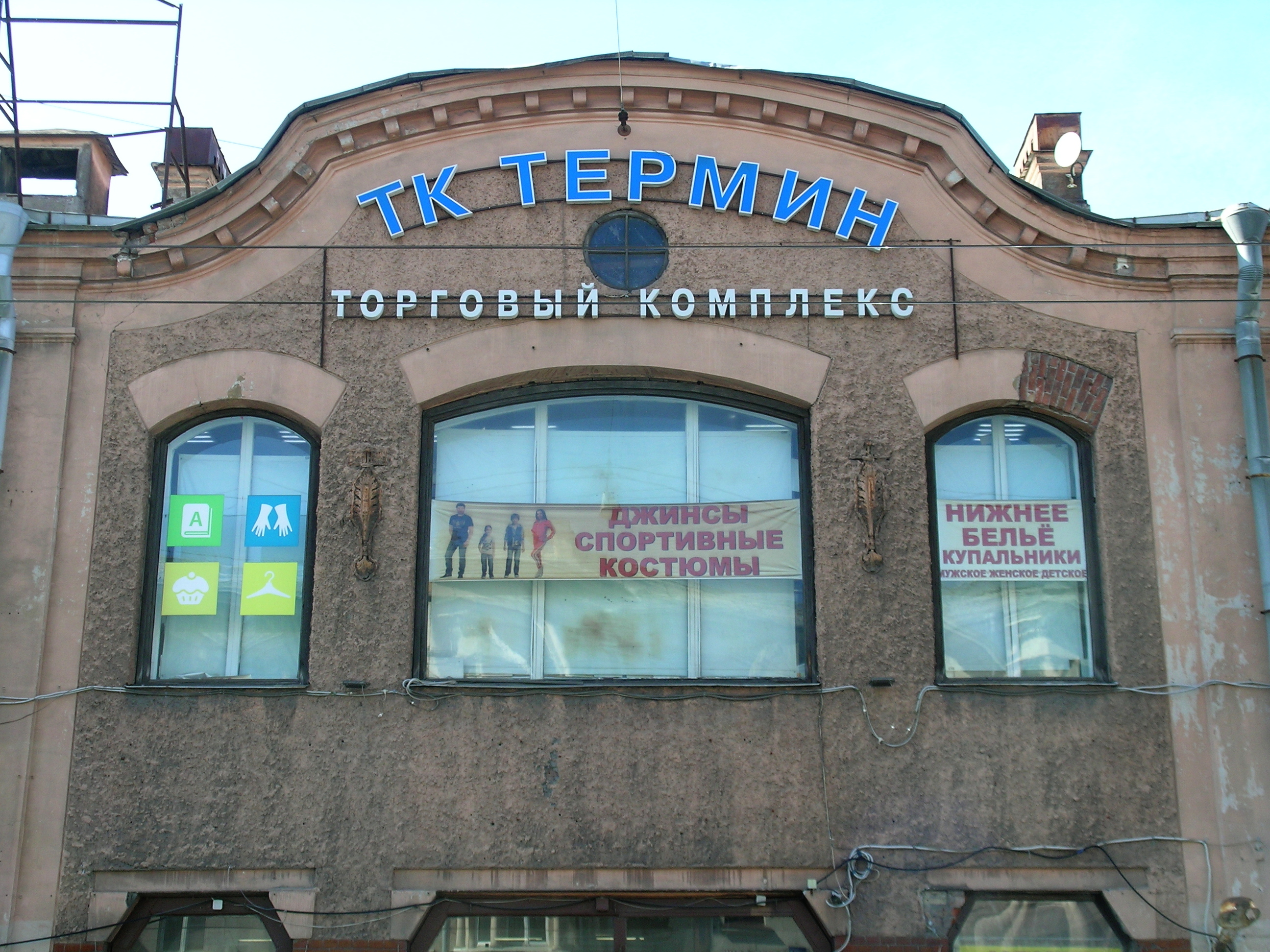
со стороны пр. Стачек
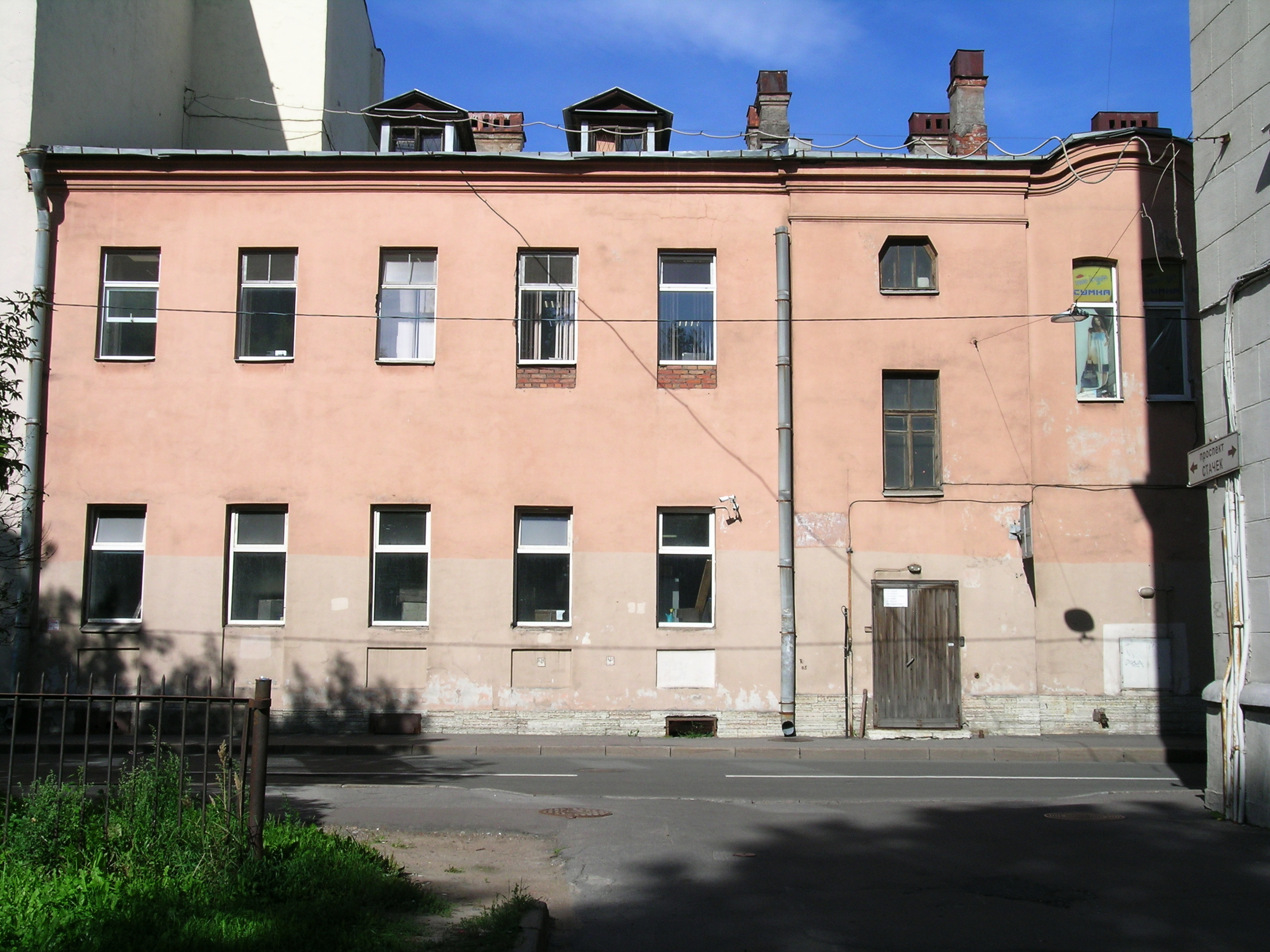
со стороны Новоовсянниковской ул.
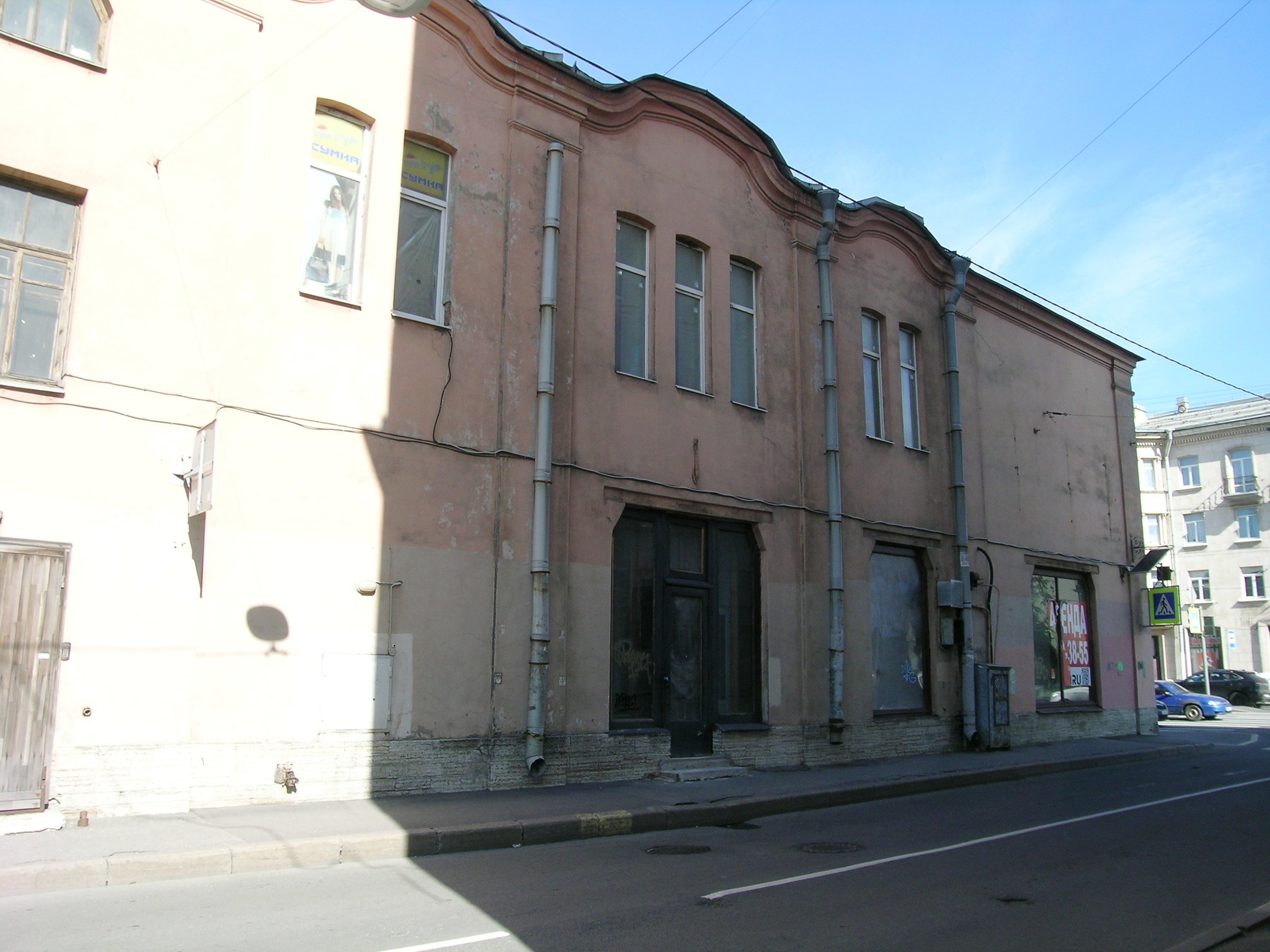
со стороны Новоовсянниковской ул.

### Исторические фотографии

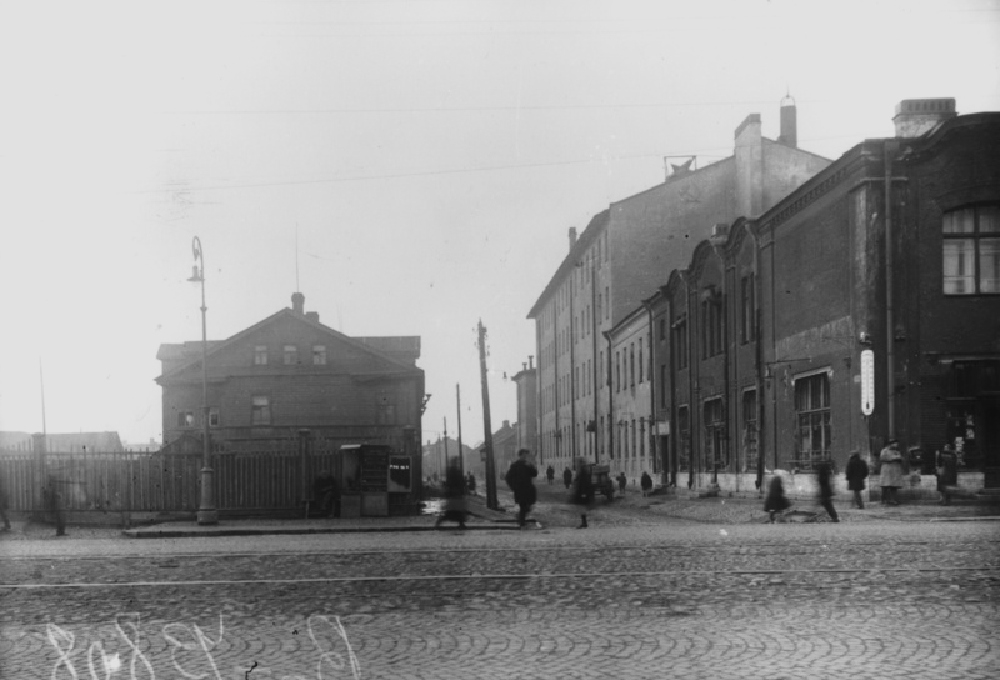
Здание Общества потребителей Путиловского завода (6-е отделение) по адресу: Санкт-Петербург, пр. Стачек, д. 39, литера А (ранее — Петергофское шоссе, д. 53). Фотография начала 20-го века. На углу дома расположен термометр. На стене дома за ним виден знак Серп и молот.
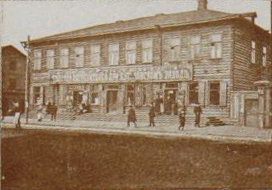
Здание Общества потребителей Путиловского завода (6-е отделение, деревянное 1898 г. постройки). Петергофское шоссе, д. 53.

- ЦГАКФФД СПб. Фотодокумент Оп. 1 ВР-32. Ед. хр. 43770. Вид части фасада дома № 53 на улице Стачек. 1938 г.
- Фотография 1941 г. Первый этаж укрыт досками. Плакат на южной стене. «ОПАСНО».
- 1950-е гг.
- ЦГАКФФД СПб. Фотодокумент Оп. 1 АР-155. Ед. хр. 220869. Вид центрального фасада здания магазина по проспекту Стачек, д. 39 (бывшее здание Общества потребителей Путиловского завода, 1900-е годы ). 28 апреля 1978 г.

## Общество потребителей Путиловского завода
Общество потребителей Путиловского завода было основано в 1880 г. с целью «доставить рабочим и служащим завода жизненные припасы, а также предметы домашнего обихода хороших качеств и по возможно низкой цене». Находилось по адресу: Петергофское шоссе, Путиловский зав., д. 67. Тлф. 1660.
| Название                     | Адрес и описание                                       | Изображение |
| ---------------------------- | ------------------------------------------------------ | ----------- |
| Главная лавка общества/склад | Петергофское шоссе, д. 67                              |             |
| 1-е отделение                | Петергофское шоссе, д. 29                              |             |
| 2-е отделение                | Петергофское шоссе, д. 42 (72)                         |             |
| 3-е отделение                | Петергофское шоссе, д. 9 (совр. ул. Швецова, д. 6)     |             |
| 4-е отделение                | Информация отсутствует                                 |             |
| 5-е отделение                | дер. Волынкина, д. 59                                  |             |
| 6-е отделение                | Петергофское, шоссе, д. 53-1 (совр. пр. Стачек, д. 39) |             |
| Дровяной двор                | дер. Волынкина, д. 59                                  |             |
| Булочная и столовая          | Информация отсутствует                                 |             |
| Квасоварня                   | Информация отсутствует                                 |             |

.

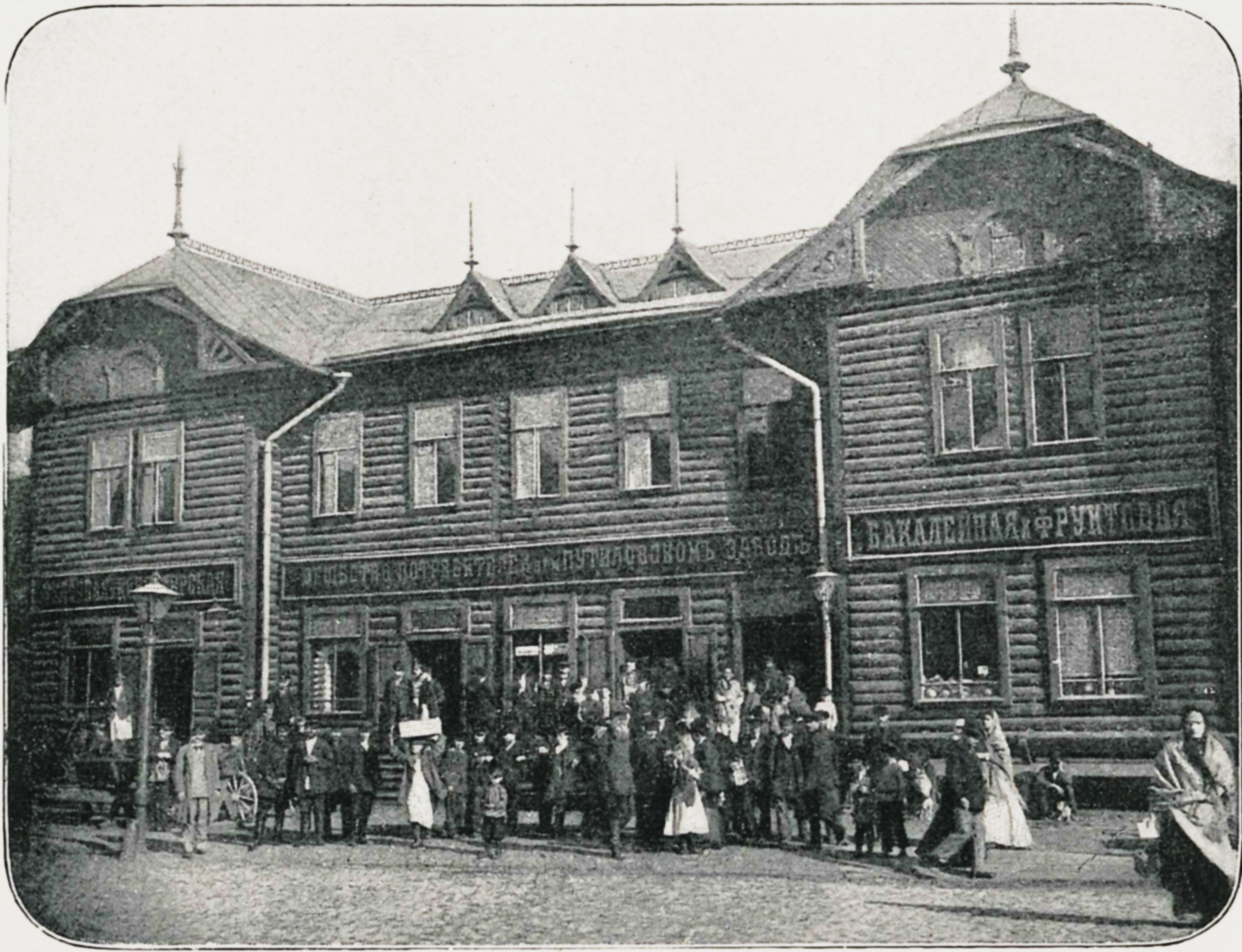
Здание Общества потребителей Путиловского завода (2-е отделение). Лавка общества потребителей (деревянная). Петергофское шоссе, д. 42.
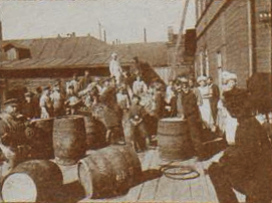
Солка огурцов. Общество потребителей Путиловского завода.
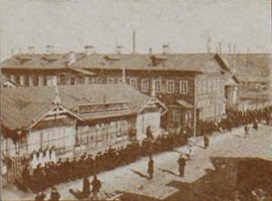
Пайщики получают дивиденды. Общество потребителей Путиловского завода (Главная лавка общества).

## Архивы

### ЦГИА СПб
- ЦГИА СПб. Ф. 224. Оп. 3. Д. 2305. О разрешении на постройку Обществу потребителей при Путиловском заводе по Петергофскому шоссе, д. 53 и Ново-Овсянниковской ул., д. 1 в Петергофском уч.; планы, чертежи. 16.06.1906—22.06.1906 гг.
- ЦГИА СПб. Ф. 224. Оп. 3. Д. 2121. План двора и чертежи построек Общества потребителей при Путиловском заводе Ново-Овсянниковской ул., б/н в Петергофском уч. 19.11.1898 г.
- ЦГИА СПб. Ф. 224. Оп. 3. Д. 1960. О разрешении на постройку Обществу потребителей при Путиловском заводе по Богомоловской ул., д. 78 в Петергофском уч.; чертежи. 25.07.1900 г.
- ЦГИА СПб. Ф. 256. Оп. 30. Д. 554. О рассмотрении проекта макаронной фабрики Общества потребителей при Путиловском заводе; чертежи. 28.04.1912—25.04.1914 гг.
- ЦГИА СПб. Ф. 256. Оп. 31. Д. 349. Об освидетельствовании Общества потребителей при Путиловском заводе Петергофского шоссе, д. 67. 09.03.1913—04.04.1913 гг.
- ЦГИА СПб. Ф. 2289. Оп. 1. Д. 674. Опись участка земли, отчужденного от Общества Потребителей при Путиловском заводе. 03.09.1915 г.
- ЦГИА СПб. Ф. 1546. Оп. 3. Д. 59. Планы участка земли общества потребителей при Путиловском заводе. 1911–1915 гг.
  - ЦГИА СПб. Фонд 1270. Опись 8. Дело 4 Отчёт Правления общества потребителей Путиловского завода.
  - ЦГИА СПб. Ф. 1309. Оп. 1. Д. 160 Переписка с правлением общества потребителей при Путиловском заводе.
  - ЦГИА СПб. Ф. 1546. Оп. 3. Д. 59 Планы участка земли общества потребителей при Путиловском заводе.
  - ЦГИА СПб. Ф. 1270. Оп. 8. Д. 285 Паевые счета пайщиков при лавке общества потребителей Путиловского завода с № 1-88 и с № 1-94.
  - ЦГИА СПб. Ф. 479. Оп. 22. Д. 3716 Об исчислении дополнительного % налога и сбора с общества потребителей при Путиловском заводе.
  - ЦГИА СПб. Ф. 479. Оп. 22. Д. 2280 Об исчислении дополнительного государственного промыслового налога с общества потребителей при Путиловском заводе.
  - ЦГИА СПб. Ф. 479. Оп. 22. Д. 2925 Об исчислении дополнительного государственного промыслового налога с общества потребителей при Путиловском заводе. 1905 г.
  - ЦГИА СПб. Ф. 479. Оп. 22. Д. 2064 О взимании дополнительного % сбора и налога с капитала общества потребителей при Путиловском заводе. 1901 г.
  - ЦГИА СПб. Ф. 479. Оп. 22. Д. 1438 О взимании дополнительного % сбора и налога с капитала общества потребителей при Путиловском заводе. Петроградская казённая палата.
  - ЦГИА СПб. Ф. 569. Оп. 1. Д. 1072 Дело по жалобе пайщиков общества потребителей при Путиловском заводе на неправильное постановление.
  - ЦГИА СПб. Ф. 244. Оп. 1. Д. 25 Дело по иску Тырышкина А. о взыскании денег с правления общества потребителей Путиловских заводов.
  - ЦГИА СПб. Ф. 479. Оп. 21. Д. 1335 О выдаче ссуды обществу потребителей служащих и рабочих Путиловского завода в размере 300.000 руб.
  - ЦГИА СПб. Фонд 356. Опись 1. Дело 5237 По иску Общества потребителей при Путиловском заводе к И. К. Стопкину и Е. В. Захарьиной о праве собственности на проданный инвентарь. 1909 г.
  - ЦГИА СПб. Ф. 244. Оп. 1. Д. 109 Дело по иску конторщика Григорьева А. А. о взыскании денег с общества потребителей при Путиловском заводе за дни болезни.
  - ЦГИА СПб. Ф. 244. Оп. 1. Д. 31 Дело по иску помощника аптекаря Осипова Н. С. о взыскании денег с общества потребителей при Путиловском заводе.
  - ЦГИА СПб. Ф. 921. Оп. 95. Д. 1926 О прокладке обществом потребителей Путиловских заводов трубы на 7-й версте Петергофского шоссе от Петербурга к Стрельне. 1898 г.
  - ЦГИА СПб. Ф. 224. Оп. 1. Д. 2183 Об обложении земским сбором недвижимого имущества Т. М. Зиминой, Общества потребителей при Путиловском заводе по Петергофскому шоссе,66 в Петергофском участке.

### ЦГАКФФД СПб
- ЦГАКФФД СПб. Фотодокумент Оп. 1 БР-58. Ед. хр. 74812. Перспектива проспекта Стачек от улицы Овсянниковской в сторону моста-виадука, справа дома №№ 39—41 (справа налево), слева дома №№ 34-36-40 (слева направо). 1958 г.
- ЦГАКФФД СПб. Фотодокумент Оп. 1 БР-58. Ед. хр. 74809. Перспектива проспекта Стачек от улицы Овсянниковской в сторону моста-виадука, справа дома №№ 39—41 (справа налево) слева дома №№ 44-46 (слева направо). 1958 г.
- ЦГАКФФД СПб. Фотодокумент Оп. 1 ВР-32. Ед. хр. 43789. Вид части улицы Стачек у дома № 39. 1938 г.
- ЦГАКФФД СПб. Фотодокумент Оп. 1 АР-155. Ед. хр. 220869. Вид центрального фасада здания магазина по проспекту Стачек, д. 39 (бывшее здание Общества потребителей Путиловского завода, 1900-е годы ). 28 апреля 1978 г.
- ЦГАКФФД СПб. Фотодокумент Оп. 1 ВР-32. Ед. хр. 43770. Вид части фасада дома № 53 на улице Стачек. 1938 г.
- ЦГАКФФД СПб. Фотодокумент Оп. 1 ВР-32. Ед. хр. 43771. Вид части улицы Стачек у дома № 53. 1938 г.
- ЦГАКФФД СПб. Фотодокумент Оп. 1 ВР-32. Ед. хр. 43772. Вид части улицы Стачек у дома № 53. 1938 г.

### ЦГАНТД СПб
- ЦГАНТД СПб. Ф. Р-386. Оп. 316. Д. 522. Рабочий проект строительства 2-х этажного здания магазина по продаже хлеба и продовольственных товаров пр. Стачек, д. 39. 1994 г.
- ЦГАНТД СПб. Ф. Р-386. Оп. 317. Д. 892. Предпроектные предложения строительства магазина по продаже хлеба и продовольственных товаров по адресу: пр. Стачек, д. 39. 1995 г.
- ЦГАНТД СПб. Ф. Р-386. Оп. 318. Д. 1283. Рабочий проект переоборудования чердака в мансардный этаж под офисные помещения по адресу: пр. Стачек, д. 39. 1997 г.

### ЦГА СПб
- ЦГА СПб. Ф. Р-892. Оп. 29-1. Д. 470 Общество потребителей при Путиловском заводе.
  - ЦГА СПб. Ф. Р-1558. Оп. 1. Д. 8 Протокол заседания Правления Общества Потребителей при Путиловском заводе. 1918 г.